# Ochyrocera viridissima
Ochyrocera viridissima är en spindelart som beskrevs av Brignoli 1974. Ochyrocera viridissima ingår i släktet Ochyrocera och familjen Ochyroceratidae. Inga underarter finns listade i Catalogue of Life.